# 馬希廣夫人
馬希廣夫人（—950年），中國五代十国之南楚廢王馬希廣的夫人，姓不詳。恭孝王馬希萼攻陷長沙，馬希廣和妻儿一起藏在慈堂裏。馬希廣被殺，其夫人也被抓出來，在集市中被杖打而死。国人哀之。